# Lestremia
Lestremia is een muggengeslacht uit de familie van de galmuggen (Cecidomyiidae).

## Soorten
- L. cinerea Macquart, 1826
- L. leucophaea (Meigen, 1818)
- L. parvostylia Jaschhof, 1994
- L. solidaginis (Felt, 1907)